# The Cape Verdean Blues
The Cape Verdean Blues – album studyjny amerykańskiego pianisty jazzowego Horace’a Silvera oraz współpracujących z nim w The Horace Silver Quintet muzyków, wydany z numerem katalogowym BLP 4220 i BST 84220 w 1966 roku przez Blue Note Records. Utwory zamieszczone na stronie B płyty gramofonowej zostały zarejestrowane przy współudziale dodatkowego muzyka, puzonisty J.J. Johnsona.
Inspiracją dla Silvera podczas tworzenia muzyki był jego ojciec, John Tavares Silver, urodzony na wchodzącej w skład archipelagu Wysp Zielonego Przylądka wyspie Maio.

## Powstanie
Materiał na płytę został zarejestrowany 1 (A1-A3) i 22 października (B1-B3) 1965 roku przez Rudy'ego Van Geldera w należącym do niego studiu (Van Gelder Studio) w Englewood Cliffs w stanie New Jersey. Produkcją albumu zajął się Alfred Lion.

## Lista utworów
Opracowano na podstawie materiału źródłowego.
Wydanie LP
Strona A
| Nr | Tytuł utworu             | Muzyka        | Długość |
| -- | ------------------------ | ------------- | ------- |
| 1. | „The Cape Verdean Blues” | Horace Silver | 4:59    |
| 2. | „The African Queen”      | Silver        | 9:36    |
| 3. | „Pretty Eyes”            | Silver        | 7:30    |
|    |                          |               | 22:05   |

Strona B
| Nr | Tytuł utworu | Muzyka        | Długość |
| -- | ------------ | ------------- | ------- |
| 1. | „Nutville”   | Silver        | 7:15    |
| 2. | „Bonita”     | Silver        | 8:37    |
| 3. | „Mo’ Joe”    | Joe Henderson | 5:46    |
|    |              |               | 21:38   |

## Twórcy
Opracowano na podstawie materiału źródłowego.
Muzycy:
- Horace Silver – fortepian
- Woody Shaw – trąbka
- Joe Henderson – saksofon tenorowy
- J.J. Johnson – puzon (B1-B3)
- Bob Cranshaw – kontrabas
- Roger Humphries – perkusja

Produkcja:
- Alfred Lion – produkcja muzyczna
- Rudy Van Gelder – inżynieria dźwięku
- Reid Miles – projekt okładki, fotografia na okładce
- Leonard Feather – liner notes
- Michael Cuscuna – produkcja muzyczna (reedycja z 2004)